# 西蒙·怀特
西蒙·戴维·曼顿·怀特 皇家学会院士（英語：Simon David Manton White，1951年9月30日—），男，英国、德国理论宇宙学家，与夫人桂妮薇尔·考夫曼同为马克斯·普朗克天体物理研究所所长。

## 生平
怀特1972年在耶稣学院获得了数学本科学位，其后前往加拿大，两年后在多伦多大学获得了天文学硕士学位。1977年他在康桥大学获得了博士学位，师从唐纳德·林登贝尔。之后在加利福尼亚大学柏克莱分校（1977-1978）、美国国家射电天文台（1978）、车球学院（1979-1980）和巴黎天体物理研究所（1980）完成博士后学业之后，怀特先后在柏克莱（1981-1984）、亚利桑那（1984-1992）、康桥大学（1991-1994）、达勒姆大学（1994-）、慕尼黑大学（1994-）和马克斯·普朗克天体物理研究所（1994-）拥有教职。在1994年怀特被任命为马克斯·普朗克天体物理研究所的所长、达勒姆大学的外部教授。

## 家庭
妻子桂妮薇尔·考夫曼也是天体物理学家，是怀特曾经的学生，现担任马克斯·普朗克天体物理研究所所长。他们与儿子目前一起居住在慕尼黑。

## 学术贡献
怀特的研究主要在宇宙的大尺度结构和星系形成上，他最知名的研究就是和马丁·芮斯和卡洛斯·弗伦克在星系形成上的研究，这类模型已经成为了星系模型上的标准范式，以及在建立宇宙的标准模型，ΛCDM模型上的贡献。
在怀特读博的时候他就开始研究暗物质对结构形成和星系演化的影响。在1978年他和马丁·芮斯提出暗物质晕的分层聚类所主导的气体吸积形成星系的星系模型可以解释星系的各类性质。
在之后的几年怀特与马克·戴维斯、乔治·埃夫斯塔希欧和卡洛斯·弗伦克等人合作，这四个人后来被非官方地称为DEFW四人帮或四剑客。他们在大尺度结构和星系的理论基础上开发用于计算机模拟的模型。在1983-1988年他们的一连串工作证明了冷暗物质主导的宇宙可以最好的拟合大尺度结构上的观测数据，这使得他们四人在2011年获得了宇宙学界的最高奖格鲁贝尔宇宙学奖。最新的一个大型项目即是2005年怀特和弗伦克主导的包含了二百万个星系的千禧年模拟。。
怀特的其它工作包括与胡里奥·纳瓦罗和卡洛斯·弗伦克基于星系动力学和星系聚类统计结果所提出的通用的暗物质晕的质量分布以及其对星系形成和演化的控制这一理论（Navarro-Frenk-White Profile)。这两篇总引用数接近13000次的文章给怀特带来了极高的名誉。但是，虽然这个模型的出发点是去解决之前冷暗物质模型无法解决的矮星系问题，这个模型也不可避免地带来了星系晕尖点问题，并且对矮星系问题的解释依然无法很合适地匹配观测现象。
基于2016年年末谷歌学术的统计、怀特的400余篇论文使他的总被引用数目高达134,000次。

## 奖项和荣誉

### 奖项
- 海伦·B·华纳天文学奖，1986年
- 丹尼·海因曼天体物理学奖，2005年
- 英国皇家天文学会金质奖章, 2006
- 波恩奖章，2010
- 格鲁贝尔宇宙学奖，2011[6]
- 邵逸夫奖，2017

### 荣誉
- 慕尼黑大学荣誉教授，1994
- 中国科学院上海天文台荣誉研究员，1999
- 皇家学会院士，1997年
- 中国科学院国家天文台荣誉研究员，2001
- 达勒姆大学荣誉博士，2007
- 美国科学院外籍院士，2007
- 欧洲科学院院士，2008
- 帕多瓦荣誉市民, 2010
- 中国科学院外籍院士，2015[15][16]。